# 丹霞街道
丹霞街道地处仁化县城。辖区面积227平方公里，其境内的丹霞山是广东四大名山之一，世界“丹霞地貌”命名地，也是丹霞山世界地质公园的一部分。
丹霞街道辖13个村委会，4个社区居委会，2个农场，总人口有5.4万人，其中农业人口有2.2万人。现有耕地面积2.6万亩，山林面积26.9万亩。

## 行政区划
丹霞街道下辖以下村级行政区划单位
望龙社区、观音堂村、太慈寺村、新场子村、四合山村、大院子村、瓦屋头村、清源寺村、新屋基村、永定村和张柏垇村。